# Chiaro (singolo)
Chiaro è un brano musicale del cantante italiano Gigi D'Alessio scritto con la collaborazione di Vincenzo D'Agostino.
Il brano è il secondo singolo estratto dall'omonimo album del cantautore napoletano.
È stato pubblicato come singolo dall'etichetta discografica GGD.

## Il brano
Il brano racconta di un amore in procinto di finire a causa della noia e dell'abitudine.

## Tracce
Download digitale
1. Chiaro - 3:55

## Video
Il Video, uscito in contemporanea alla pubblicazione del singolo, è stato interamente girato all'interno di un autodemolitore che vuole rappresentare metaforicamente un cimitero dell'amore. Il video inoltre è ricco di effetti speciali, tra cui l'esplosione di una macchina che rappresenta la stessa esplosione di sentimenti determinata da un'improvvisa presa di coscienza. La regia è affidata a Cosimo Alemà e la fotografia è a cura di Edoardo Bolli.